# ویلیام کملر
ویلیام فرانسیس کملر (به زبان انگلیسی: William Francis Kemmler) (مه ۱۸۶۰ – ۶ اوت ۱۸۹۰)، یک فروشنده و الکلی معروف در بوفالو، نیویورک بود که به جرم قتل همسرش تلی زیگلر، اعدام شد. او اولین فردی در جهان است که به صورت قانونی با استفاده از یک صندلی الکتریکی اعدام شد.

## زندگی‌نامه
ویلیام کملر در فیلادلفیا، پنسیلوانیا متولد شد. والدین وی مهاجرانی از آلمان بودند و هر دوی آنها الکلی بودند. کلیمر پس از اخراج شدن از مدرسه در سن ۱۰ سالگی، بدون آموختن چگونگی خواندن و نوشتن، کار خود را در فروشگاه قصابی پدرش انجام داد. پدرش از عفونتی که پس از نزاع مست و مادرش از عوارض الکل به دست می‌آید، می‌میرد. وی دارای موهایی قهوه‌ای تیره بوده و به دو زبان انگلیسی و آلمانی صحبت می کرد.

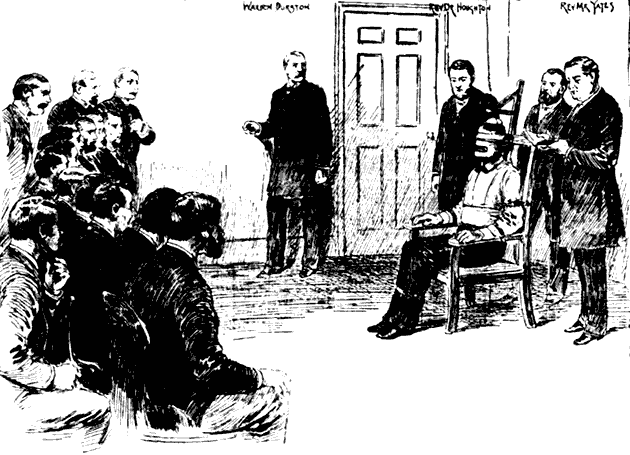
طرح اعدام ویلیام کملر، ۶ اوت ۱۸۹۰